# Schloss Albeck

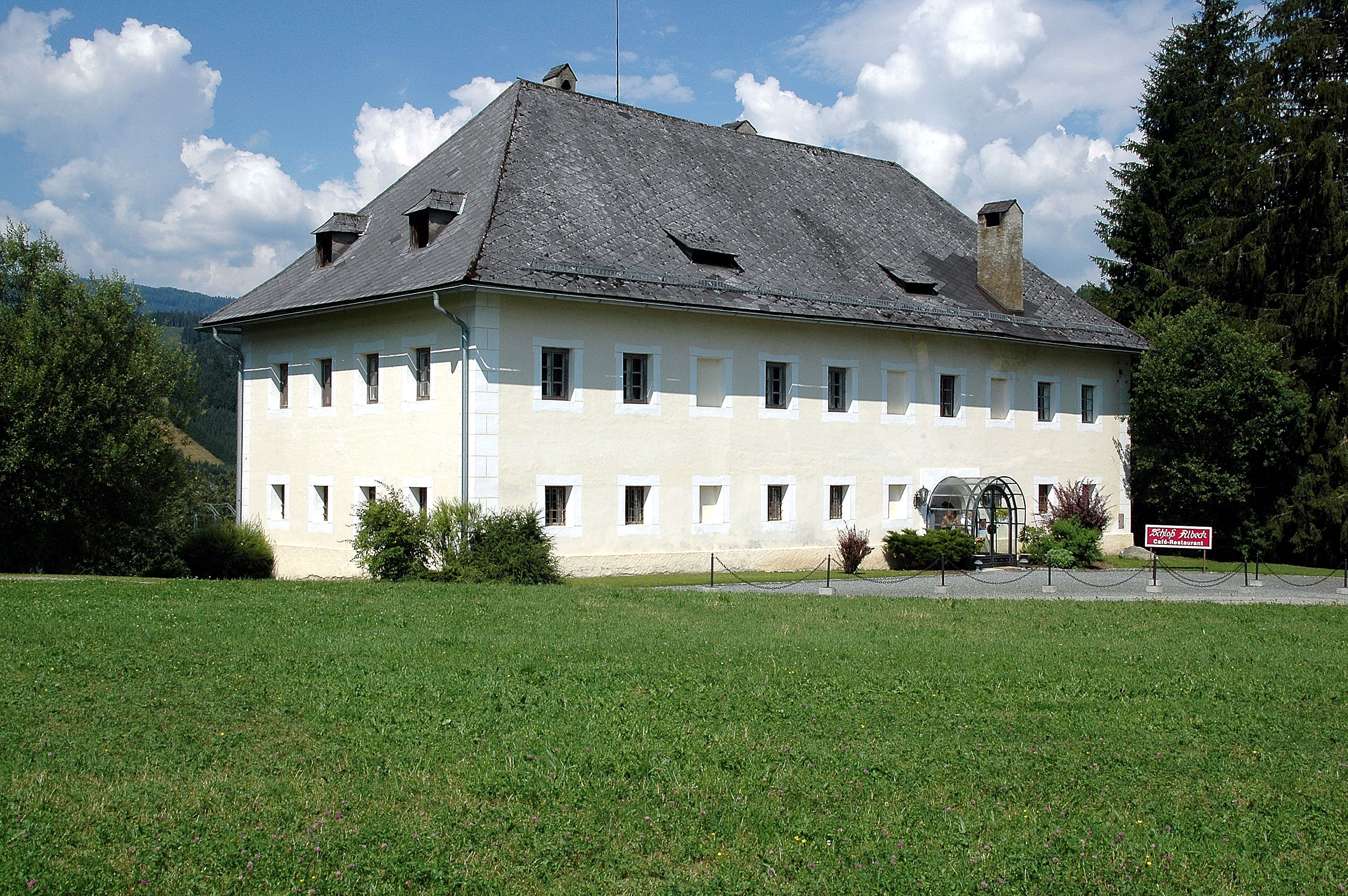
Schloss Albeck (2006)

Das Schloss Albeck ist ein Herrschaftsgebäude bei Albeck in Kärnten. Es steht unter Denkmalschutz (Listeneintrag).

## Geschichte
Aufgrund einer kaiserlichen Schenkung gelangte 898 das Gebiet von Albeck im Kärntner Gurktal in den Besitz der Grafen von Friesach-Zeltschach, der Vorfahren der Heiligen Hemma, der Gründerin des Gurker Domes. Diese erbauten im 10. Jahrhundert die Burg Albeck am steilen Berghang der Engen Gurk.
Hemma stiftete 1043 die Herrschaft Albeck mit den dazugehörigen Bauernhöfen und Wäldern dem Nonnenkloster Gurk, welches 1070 wieder aufgelöst wurde. Danach war Albeck kurze Zeit im Besitz des Erzbistums Salzburg und wurde von diesem dem neu gegründeten Bistum Gurk übergeben, welches ein weltliches Geschlecht damit belehnte.
Im Jahre 1155 wurde die Burg Albeck zum ersten Mal urkundlich erwähnt. Noch im selben Jahrhundert, 1194, starb das Geschlecht der Freien von Albeck aus. Nach einem Erbstreit mit verwandten Geschlechtern gelangte die Herrschaft Albeck 1264 endgültig an das Bistum Gurk.
Ab 1339 bestand das Amt des Pflegers oder Burgvogtes erstmals auf der Burg Albeck. Dieser übte die Gerichtsbarkeit zu „Haut und Haar“ und zu „Hals und Hand“ über die Bauern aus, forderte die Hand- und Spanndienste und den Zehent ein.
Im Jahr 1651 setzte Pfleger Ulrich von Basayo die inzwischen verfallene Burg wieder instand. Doch bereits 1680 wurde die Burg abgetragen und zwei Kilometer entfernt an der alten Römerstraße in Richtung Sirnitz wurde der spätbarocke Bau, das heutige Schloss Albeck und ein Wirtschaftsgebäude aus den Steinen der Burg errichtet. Das heutige Eingangstor des Schlosses ist das alte Burgtor. Sogar ein Steinmetzzeichen ist noch in der Rundung zu sehen.
1800 wurde das Dienerhaus als Biedermeierstöckl erbaut. Das Amt der Pflegschaft verlor 1848 mit der Bauernbefreiung seine Bedeutung. Das Schloss diente fortan als bischöfliches Forstamt und später als Wohnung für Forstarbeiterfamilien. Die Bausubstanz verfiel allmählich.
Ab dem Jahr 1987 erfolgte die Revitalisierung des Schlosses Albeck. Nach fast 1000-jähriger kirchlicher Herrschaft gelangte Albeck wieder in den Besitz einer Frau: Elisabeth Sickl kaufte die verfallene Bausubstanz vom Bistum Gurk und ließ sie restaurieren.

## Architektur
Das barocke Gebäude hat zwei Geschoße und wurde um 1700 auf längsrechteckigem Grundriss errichtet. Gedeckt ist der Bau von einem Walmdach. Die Fassade zeigt noch das eingeritzte barocke Architekturdekor in Form einer Eckquaderung, von Fensterumrahmungen und Gesimsbändern. Das Gewände der Rundbogenportale mit den aufgedoppelten Türen ist abgefast. Sie wurden unter Verwendung von spätgotischen Spolien errichtet. Die Räume des Erdgeschoßes sind tonnengewölbt und mit Stichkappen versehen. Die Räume des Obergeschoßes zeigen Stuckfelderdecken und beinhalten teilweise eine spätbarocke Ausstattung.